# Jean Cavenac de la Vigne
Jean Cavenac de la Vigne est un ambassadeur de France nommé en poste à la Sublime Porte auprès du sultan ottoman Soliman le Magnifique (1520-1566).

## Contexte géopolitique
Jean Cavenac de la Vigne remplaça son prédécesseur Michel de Codignac qui avait rejoint Venise et rallié le roi Philippe II d'Espagne, ennemi de la France. 
Le roi Henri II de France, qui avait succédé à François Ier, envoya ce nouvel ambassadeur avec la mission de rallier Soliman le Magnifique à son combat contre les Espagnols, dans le cadre de l'Alliance franco-ottomane. Henri II avait besoin de soulager son front en Flandre par une campagne militaire ottomane en Italie. Ce stratagème lui était nécessaire pour mener à bien ses opérations militaires aux Pays-Bas espagnols. Henri II sollicitait également cette Alliance afin d'obtenir 2 millions de ducats d'aide financière pour sa campagne militaire contre la Flandre.
Soliman refusa d'abord d'envoyer ses troupes en Italie, comme le souhaitait Henri II, en raison d'une trêve conclue entre le roi de France et Charles Quint et la Maison des Habsbourg après la bataille de Marciano. Soliman se méfia aussi de l'emprise croissante de la France sur l'Italie voisin immédiat de l'Empire ottoman.
Finalement en 1558, Soliman accepta d'intervenir militairement en Italie en préparant une armada et d'envoyer également ses forces sur la Hongrie et le Saint-Empire romain germanique à la seule condition qu'Henri II n'ait pas signé de trêve avec les Habsbourg.
En avril 1558, la flotte ottoman embarque de Turquie et rallie la ville de Sorrente qui est saccagée et 3 000 habitants sont retenus captifs des Ottomans. La flotte ottomane devait ensuite rejoindre la marine française en Corse, mais elle fut retardée probablement en raison de l'échec du commandant ottoman Dragut à honorer les ordres de Soliman. Soliman s'en excusa dans une lettre à Henri II à la fin de l'année 1558. L'Empire ottoman refusa de prêter les 2 millions de ducats à la France. Face à ces déconvenues, Henri II échoua lors de la bataille de Saint-Quentin et la bataille de Gravelines. Le roi de France dut signer les traités de paix du Cateau-Cambrésis en 1559.
Ogier Ghislain de Busbecq, ambassadeur de Flandre en poste à Constantinople parle de Jean Cavenac de la Vigne comme d'une personne au franc-parler et parfois offensante. Ainsi le Grand Vizir, Rüstem Pacha, face à la demande d'argent souhaitée par la France de la part de l'ambassadeur Jean Cavenac de la Vigne, déclara "Le proverbe de leur païs dict que qui n'a argent à la bourse, doit avoir du miel à la bouche.".